# Dína

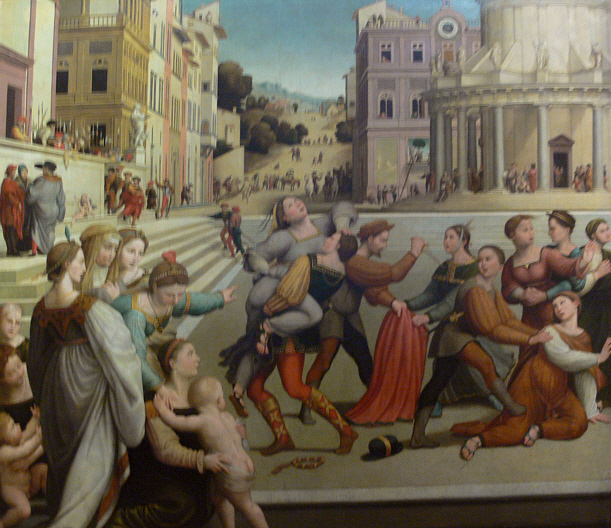
Obraz Znásilnění Díny od Guiliana Bugiardiniho z 16. století v Uměleckohistorickém muzeu ve Vídni

Dína (hebrejsky: דִּינָה, Dina, doslova „Souzená“ ve smyslu „Pomstěná“) byla podle Tóry, konkrétně podle knihy Genesis (Berešit), dcerou Jákoba a Ley.

## Znásilnění Díny
Když Jákob doputoval k městu Šekem (dnešní Nábulus), šla se Dína projít, aby si prohlédla místní ženy. Při tom ji spatřil syn chivejského vládce Chamóra – Šekem, kterému se Dina zalíbila. Šekem Dínu znásilnil, čímž ji poskvrnil a ponížil. Chámor i Šekem požádali Jákoba a jeho syny o Díninu ruku, přičemž navrhli: „Spřízněte se s námi, dávejte své dcery nám a berte si dcery naše. Můžete sídlit s námi, je před vámi celá země. Usaďte se, volně v ní obchodujte a mějte ji jako vlastní.“
Jákobovi synové však na žádost odpověděli lstivě a odvětili, že by se každý chivejský muž musel nechat obřezat. Chámor a Šekem pak promluvili k mužům svého města a ti souhlasili. Všichni muži se nechali obřezat, avšak třetí den, když byli chivejští muži v bolestech po obřízce, vtrhli do města s mečem v ruce Jákobovi synové a Dínini bratři Šimeón a Lévi a všechny mužského pohlaví povraždili a za poskvrnění sestry město vyloupili. Když se Jákob dozvěděl, co jeho synové provedli, řekl jim, že jej přivedou do zkázy, načež oni odvětili: „Což směl s naší sestrou zacházet jako s děvkou?“

## Židovská tradice
Podle židovské tradice pojal Dínu za manželku její bratr Šimeón a porodila mu pět synů. Při znásilnění v Šekemu Dína počala a porodila holčičku, která byla následně předána do pěstounské péče egyptskému manželskému páru, který nemohl mít děti. Před předáním do pěstounské péče vyrobil dědeček Jákob pro svou vnučku z kovového plíšku ozdobný závěšek na krk, na nějž vyryl informaci o jejím původu. Egyptští pěstouni dali děvčeti jméno Asenat.